# Brigach
La Brigach est l’un des cours d’eau qui, avec la Breg, forme le Danube (à partir de leur confluence). Son bassin versant s'étend sur 195 km2.

## Géographie
Elle prend sa source à 925 mètres d'altitude dans la Forêt-Noire à St. Georgen im Schwarzwald au lieu-dit Sankt Georgen-Brigach. La source se trouve dans la cave d'une ferme que l'on peut visiter. Elle traverse ensuite la petite ville de Villingen, puis, à Donaueschingen, après 43 km, elle rejoint la Breg en aval de la ville constituant ainsi d'un point de vue géographique, la véritable source du fleuve.

La source « traditionnelle » que l'on trouve dans les jardins du château princier des Fürstenberg est en fait une résurgence de la Brigach qui fut canalisée en 1876.
Il existe en allemand un moyen mnémotechnique qui permet de mémoriser les noms des deux sources du Danube : 
Brigach und Breg 

bringen die Donau zu Weg

c’est-à-dire :
La Brigach et la Breg

mettent le Danube en route.